# Transports Publics Neuchâtelois

Logo transN

Die Transports Publics Neuchâtelois SA (auf Deutsch: Neuenburgische Verkehrsbetriebe), die mit dem Kurznamen transN öffentlich auftreten, sind ein Verkehrsunternehmen, das seit 2012 im Schweizer Kanton Neuenburg Eisenbahn-, Standseilbahn-, Trolleybus- und Autobuslinien betreibt.

## Geschichte
Die Vorgängerunternehmen der transN entstanden wie folgt:

### 19. Jahrhundert
Am 24. September 1883 eröffnete die «Compagnie du Chemin de fer Régional du Val-de-Travers» (RVT) die normalspurige Bahnstrecke Travers–Fleurier–St-Sulpice, und am 11. September 1886 wurde die Strecke Fleurier–Buttes eröffnet. Am 26. Juli 1889 eröffnete die «Chemin de fer Ponts–Sagne–Chaux-de-Fonds» (PSC) die meterspurige Bahnstrecke von La Chaux-de-Fonds über La Sagne nach Les Ponts-de-Martel. Am 1. September 1890 eröffnete die «Compagnie des Chemins de fer Régional des Brenets» (RdB) die meterspurige Bahnstrecke Le Locle–Les Brenets. Am 26. Oktober 1890 nahm das Unternehmen «Funiculaire Ecluse–Plan» (EP) die Standseilbahn gleichen Namens in Betrieb. Am 16. September 1892 eröffnete die «Régional Neuchâtel–Cortaillod–Boudry» (NCB) eine meterspurige Überland-Dampfstrassenbahn sowie in der Stadt Neuenburg eine Zahnrad-Dampfstrassenbahn vom Hafen zum Bahnhof. 1898 wurde die Zahnstange entfernt und die Strecke elektrifiziert, 1902 folgte die Elektrifizierung der restlichen Strecke, die als einzige bis heute in Betrieb steht. Am 22. Dezember 1894 wurde vom Unternehmen «Tramway Neuchâtel–Saint-Blaise» (NStB) das Pferdetram Neuenburg–St-Blaise eröffnet, das bereits 1897 zum elektrischen Betrieb wechselte.

### 20. Jahrhundert

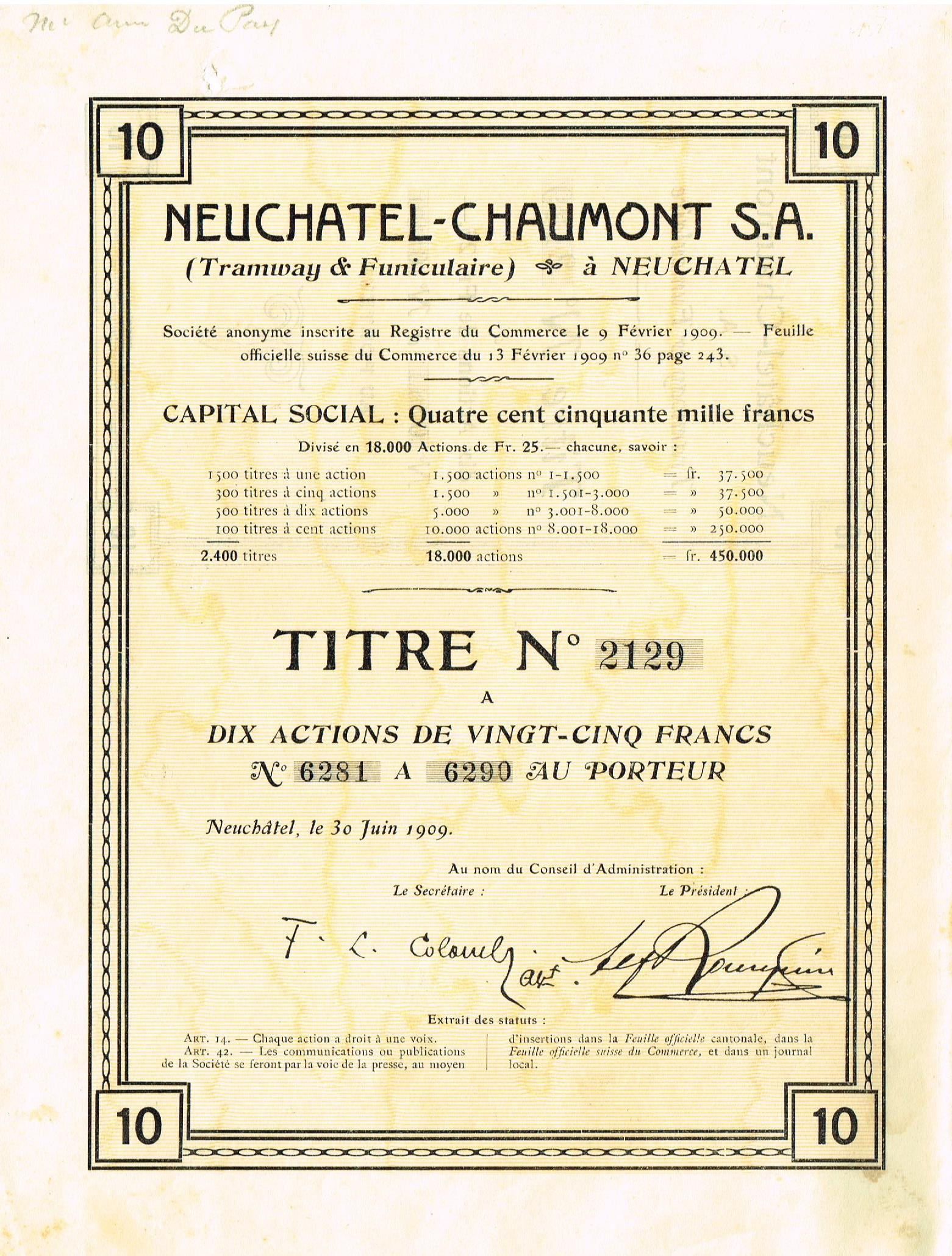
Zertifikat für 10 Aktien zu je 25 Franken der Neuchâtel-Chaumont S.A. (Tramway & Funiculaire) vom 30. Juni 1909

Die Gesellschaft nannte sich ab 1901 «Compagnie des Tramways de Neuchâtel» (TN), diese führte aber bereits ab 1940 einen Trolleybusbetrieb ein, der bis 1976 das Tram vollständig ersetzte. Der Unternehmensname änderte zu «Compagnie des Transports en commun de Neuchâtel et environs» (TN). Am 1. Januar 1897 eröffnete das Unternehmen «Tramways de la Chaux-de-Fonds» (TC) eine meterspurige Trambahn, die 1949/50 dem Trolleybusbetrieb La Chaux-de-Fonds wich. Ab 1948 betrieb das Unternehmen auch Autobuslinien und änderte in der Folge den Namen zu «Compagnie des Transports en commun, La Chaux-de-Fonds». Am 23. Februar 1903 eröffnete die «Compagnie du Chemin de fer Régional du Val-de-Ruz et Compagnie des Autotransports du Val-de-Ruz», ab 1947 «Compagnie des Transports du Val-de-Ruz» (VR), die meterspurige Trambahn Les Hauts-Geneveys–Villiers, die 1948 durch den Trolleybusbetrieb Val-de-Ruz abgelöst wurde, der 1949 bis 1969 auch eine Strecke nach Neuenburg unterhielt. 1920 wurde die erste Autobuslinie eröffnet. Seit 1984 ist die VR ein reiner Autobusbetrieb.
Am 17. September 1910 nahm die «Chemin de fer Neuchâtel–Chaumont S.A. (Tramway & Funiculaire)» (NC) die Standseilbahn von La Coudre auf den Chaumont in Betrieb. Zur Talstation führte eine Trambahn, die dem gleichen Unternehmen gehörte, aber von der TN betrieben wurde. Am 6. Dezember 1954 begann in Le Locle der Stadtbusbetrieb, in der Folge wurde das Unternehmen «Autobus Le Locle (A.L.L.)» (ALL) gegründet.

## Fusionen
- Bereits 1901 fusionierten NStB und NCB zur TN. 1906 übernahm diese die EP und 1943 die NC.

- 1947 fusionierten PSC und RdB zur «Compagnie des Chemins de fer des Montagnes Neuchâteloises» (CMN).

- Ab 1987[2] traten RVT, CMN und VR, die seit Jahren von einer gemeinsamen Direktion geführt wurden, unter dem gemeinsamen Namen «Transports Régionaux Neuchâtelois» auf. 1999 fusionierten diese Unternehmen zur «TRN SA». 2005 wurde auch der Stadtbusbetrieb von La Chaux-de-Fonds, die TC, in die TRN einfusioniert.

- Per 1. Januar 1998 hatte die TC den Stadtbusbetrieb von Le Locle, ALL, übernommen.[3]

- 2012 schliesslich fusionierten TRN und TN zur transN, deren amtliche Initialen und international gültige Fahrzeughalterkennzeichen TRN lauten (weil maximal fünf Buchstaben möglich sind).

## Betriebsteile
- Eisenbahninfrastruktur

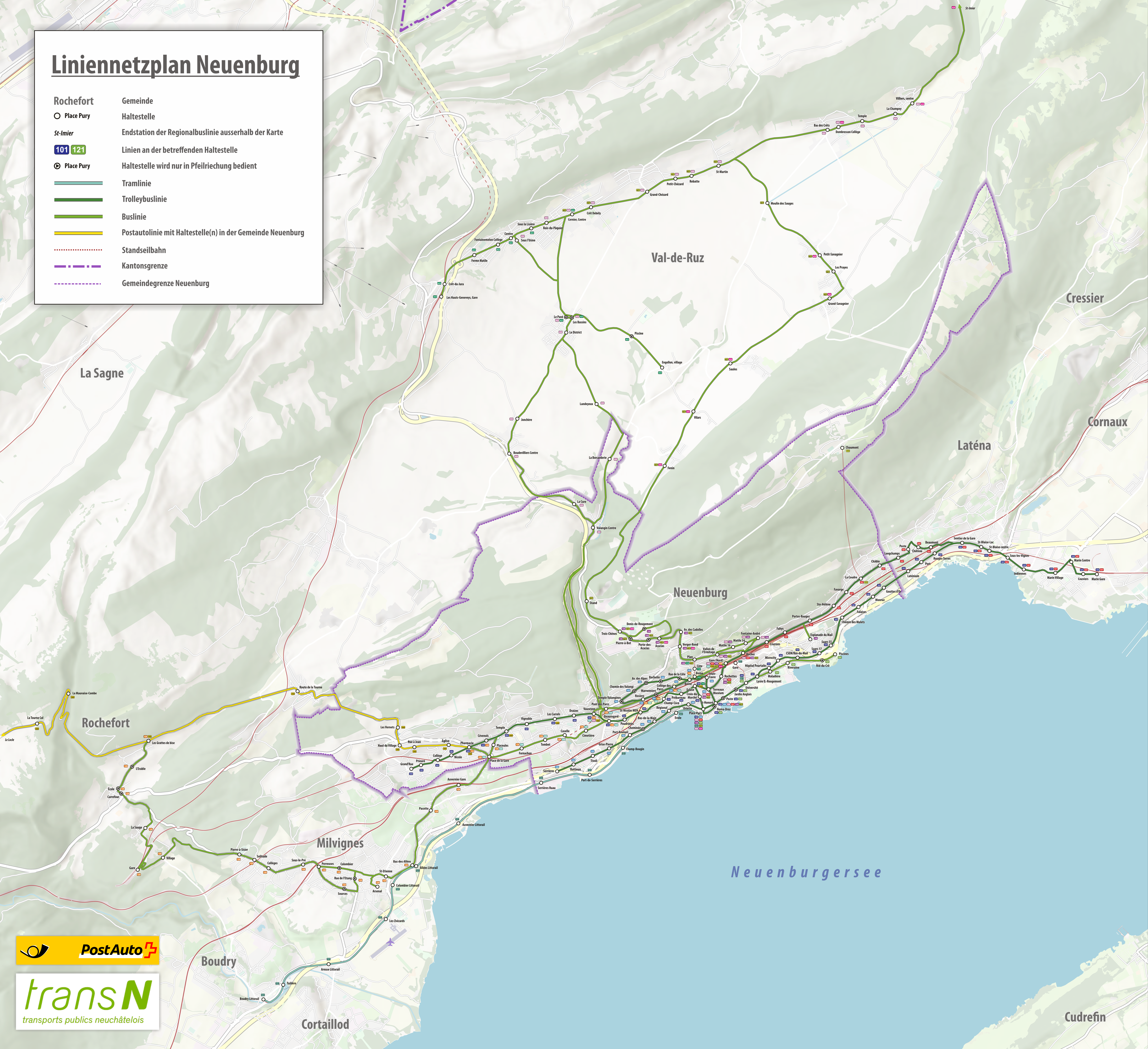
Liniennetzplan Neuchâtel

Liniennetzplan La Chaux-de-Fonds und Le Locle

  - Normalspur-Bahnstrecke Travers–Fleurier–Buttes
  - Meterspur-Bahnstrecke La Chaux-de-Fonds–Les Ponts-de-Martel
  - Meterspur-Bahnstrecke Le Locle–Les Brenets
  - Meterspur-Bahnstrecke Neuchâtel Place Pury–Boudry
- Eisenbahnlinien
  - R15 Neuchâtel–Areuse–Boudry
  - R21 Neuchâtel–Travers–Fleurier–Buttes in Kooperation mit SBB
  - R22 La Chaux-de-Fonds–Les Ponts-de-Martel
  - R24 Le Locle–Les Brenets
  - ausserdem fährt die transN im Auftrag der SBB auf weiteren Linien in der Region (z. B. R20, R23)
- Standseilbahnen
  - 110 Neuchâtel-Gare–Université (Funambule), Eigentum der Stadt Neuenburg
  - 111 Neuchâtel La Coudre–Chaumont (zum Chaumont)
  - 112 Neuchâtel Ecluse–Neuchâtel Plan
- Trolleybusbetriebe
  - Trolleybus Neuenburg
  - Trolleybus La Chaux-de-Fonds
- Stadtbusnetze 
  - Littoral (Neuenburg)
  - La Chaux-de-Fonds
  - Le Locle
- Regionalbusnetze
  - La Chaux-de-Fonds
  - Val-de-Ruz
  - Val-de-Travers